# Дего
Дѐго (на италиански: Dego; на лигурски: o Dê, о Де) е село и община в Северна Италия, провинция Савона, регион Лигурия. Разположено е на 317 m надморска височина. Населението на общината е 2003 души (към 2011 г.).